# Lisa-Marie Walz
Lisa-Marie Walz (8 dicembre 1988) è un'ex sciatrice alpina tedesca.

## Biografia
Attiva in gare FIS dal novembre del 2003, in Coppa Europa la Walz esordì il 28 febbraio 2005 al Passo del Tonale in slalom gigante, senza completare la prova, e conquistò l'unico podio il 14 dicembre 2007 a Davos in supercombinata (2ª). In Coppa del Mondo disputò due gare, entrambi supergiganti: il 16 dicembre 2007 a Sankt Moritz e il 3 febbraio 2008 nella medesima località, piazzandosi in entrambi i casi al 39º posto. Si ritirò al termine della stagione 2007-2008 e la sua ultima gara fu il supergigante di Coppa Europa disputato il 10 marzo a Les Orres, non completato dalla Walz; in carriera non prese parte a rassegne olimpiche o iridate.

## Palmarès

### Coppa Europa
- Miglior piazzamento in classifica generale: 34ª nel 2008
- 1 podio:
  - 1 secondo posto